# Ландтаг Баден-Вюртемберга
Ландтаг Баден-Вюртемберга (нем. Landtag von Baden-Württemberg) является государственным законодательным органом немецкой земли Баден-Вюртемберг. Ландтаг заседает в Штутгарте и в настоящее время состоит из 143 членов и представителей пяти политических партий. Большинство мест на выборах в 2016 году получили Союз 90/Зелёные и Социал-демократическая партия, поддерживающие кабинет министр от зелёных — министра-президента Винфрида Кречмана. Сейчас правящая коалиция состоит из двух партия: Христианско-демократического союза и Союза 90/Зелёных.

## Нынешний состав
Последние выборы в ландтаг состоялись 13 марта 2016 года:
| Party                                        | Seats |
| -------------------------------------------- | ----- |
| Союз 90/Зелёные (Die Grünen)                 | 47    |
| Христианско-демократический союз (CDU)       | 42    |
| Социал-демократическая партия Германии (SPD) | 19    |
| Свободная демократическая партия (FDP)       | 12    |
| Альтернатива для Германии (AfD)              | 8     |
| Беспартийные Бывшие члены АдГ                | 15    |